# Madang (provins)
Madang är en provins i Papua Nya Guinea. Huvudort är Madang. Provinsen hade 493 906 invånare vid folkräkningen år 2011.

## Administrativ indelning
Provinsen är indelad i sex distrikt:
- Bogia
- Madang
- Middle Ramu
- Rai Coast
- Sumkar
- Usino Bundi